# Laarzen in de nacht
Laarzen in de nacht (Engels: The Man in the High Castle) is een sciencefictionroman, in het SF-subgenre alternatieve geschiedenis, van Philip K. Dick. De roman, die in 1962 werd uitgegeven, kreeg in 1963 een Hugo Award (sf-prijs) toebedeeld. In 1968 verscheen de Nederlandse versie bij Born Uitgeverij onder Laarzen in de nacht. In 1979 volgde een herdruk bij Elsevier SF onder de titel De man in het hoge kasteel. In mei 2016 verscheen een nieuwe vertaling bij uitgeverij Lebowski.
In het boek omschrijft Dick de wereldsituatie uitgaande van de fantasie dat de Asmogendheden de Tweede Wereldoorlog hebben gewonnen. Die oorlog duurde in zijn fantasie van 1939 tot en met 1947. Dick vertelde zelf dat hij inspiratie had gehaald uit andere boekwerken met een soortgelijk thema, bijvoorbeeld Ward Moores Bring the Jubilee uit 1953, waarin er een omgekeerde situatie wordt weergegeven als uitkomst van de Amerikaanse Burgeroorlog. Ook de I Ching, die in het boek veelvuldig wordt aangehaald en die door de fictieve schrijver Abendsen als inspiratie wordt gebruikt, heeft Dick zelf eveneens geraadpleegd voor cruciale plotwendingen bij het tot stand komen van het verhaal. De naam van de vertaler van de Engelse editie van de I Ching: Cary Baynes-Fink, is door Dick gebruikt voor de naamgeving van personages in het boek.
Naast een science fiction roman is het ook een filosofische roman, waarin het spannende verhaal een voertuig is voor een van Dick's bekende themas: wat is de werkelijkheid? En waarom is hij wat hij is, en niet anders? De roman toont de werkelijkheid als niet zo echt als hij op het eerste gezicht lijkt. Meer als een soort collectieve droom die door toeval wordt geconstrueerd, zoals een boek dat geschreven wordt door vragen te stellen aan de I Ching.

## Synopsis
Het boek speelt zich af in de Verenigde Staten. Giuseppe Zangara is er in 1933 in geslaagd Franklin D. Roosevelt te vermoorden. Daardoor kwamen John Nance Garner en diens opvolger John W. Bricker aan de macht. Zij bleken niet in staat de Grote Depressie op te lossen, waardoor de VS geen militaire macht van enige betekenis kon worden. Daardoor konden ze de geallieerden niet steunen en verloor de Sovjet-Unie de Slag om Stalingrad. De Aanval op Pearl Harbor was de nekslag voor de VS. Japan verovert bijna alle gebieden rondom de Grote Oceaan. De VS wordt opgedeeld in drie gebieden; het westen in handen van Japan, het midden een bufferstaat (Rocky Mountains State), het oosten bezet door Duitsland. Duitsland heeft voorts grote delen van Europa in handen. Toch geeft dat onvoldoende 'Lebensraum'. Duitsland is van plan ook Japan te veroveren (het plan-Paardenbloem), zij hebben inmiddels de atoombom. Voorts roeit Duitsland de bevolking van de Sovjet-Unie en ook Afrika uit om hun wereldmacht te tonen. Arthur Seyss-Inquart speelt een belangrijke rol in dat laatste. Ook hebben de Nazi's de Middellandse Zee drooggelegd en omgevormd tot landbouwgebied, hebben ze raketten ontwikkeld voor supersnel vliegverkeer en hebben ze de Maan, Venus en Mars gekoloniseerd.
Toch is niet alles koek en ei binnen nazi-Duitsland. Adolf Hitler zit met neurosyfilis, opgelopen in zijn jaren als dakloze in Wenen, in een sanatorium. Zijn opvolger als Rijkskanselier, Martin Bormann, komt te overlijden, waarna er een machtsstrijd losbarst in de Nazi-top, die Goebbels weet te winnen. Hij is sterk voor het plan-Paardenbloem, maar op het eind van het boek pleegt SS generaal Heydrich, die tegen is, een coup. Hoe dat afloopt komen we niet te weten.
Tegen deze achtergrond probeert een aantal mensen te overleven, veelal door toepassing van I Ching:
- Nobusuke Tagomi is handelsvertegenwoordiger van Japan in San Francisco; hij probeert voet aan de grond te krijgen. Tagomi dient als onwetende dekmantel voor een geheime ontmoeting tussen een Zweedse industrieel en een incognito Japanse generaal. Tegen het eind van het boek heeft hij een mystieke ervaring waarin hij terecht komt in een wereld die er net iets anders uitziet dan degene die hij gewend is, en waarin een paar Amerikanen, die zich anders zo onderdanig gedragen, maling aan hem hebben;
- Frank Fink/Frink werkt voor Wyndham-Matson, een bedrijf dat nep-Americana maakt en verkoopt; hij is van origine Jood en probeert uit handen van de overheden te blijven om uitlevering en uiteindelijke eliminatie te voorkomen.;
- Juliana Frink, de ex-vrouw van Frank, die wraak neemt door een verhouding te beginnen met Joe Cinnadella, samen willen ze kennis maken met Abendsen, waarbij Juliana erachter komt dat Joe hem wil vermoorden; zij snijdt hem de keel door met een scheermes, dat ze oorspronkelijk wilde gebruiken om zelfmoord te plegen;
- Robert Childan, kunsthandelaar in San Francisco, die artikelen van Wyndham-Matson aan de man probeert te brengen; hij gaat er daarbij van uit dat ze “echt” zijn, maar komt dus van een koude kermis thuis, hij heeft in het begin van het boek de Japanse levensstijl aangenomen om meer in de smaak bij de Japanners te komen, gaandeweg het boek komt hij daar tegen in verzet;
- Mr. Baynes, geïntroduceerd als Zweeds industrieel, die door de mand valt als iemand Zweeds tegen hem spreekt en hij het niet begrijpt. Hij ontpopt zich als dubbelspion van de Abwehr, de geheime dienst van de Wehrmacht, die achter het plan-Paardenbloem zit, en wil de Japanners er voor waarschuwen. De Sicherheitsdienst, de met de Abwehr concurrerende geheime dienst van de SS, is tegen het plan-Paardenbloem maar de locale SD afdeling is daar niet van op de hoogte en probeert hem uit te schakelen als verrader;
- Hawthorne Abendsen, een schrijver, die hoog op een heuvel in Colorado woont in een omheind kasteel (The man in the high castle); hij heeft een populair boek geschreven De sprinkhaan ligt zwaar, waarin de Asmogendheden de oorlog verloren hebben en dat uiteraard in zowel de Duitse als Japanse gebieden verboden is. Hij wordt gezien als verrader, en bovendien als Jood (hij zou Abendstein heten), en zal dus vernietigd moeten worden. Juliana vindt hem uiteindelijk, niet in een kasteel maar in een doodgewoon huis; hij weigert nog langer bang te zijn voor moordenaars. Als Juliana vraagt waar hij de inspiratie van zijn boek vandaan heeft blijkt dat hij de plot volledig geconstrueerd heeft door middel van de I Ching. Juliana haalt hem over om samen de I Ching te vragen waarom het juist dit verhaal heeft geschreven. Het werpen van de munten levert Chung Fu op: de Innerlijke Waarheid. De I Ching heeft het verhaal geschreven omdat Duitsland en Japan de oorlog verloren hebben. Dit zou impliceren dat hun werkelijkheid niet de echte is. Wat op zich natuurlijk klopt, aangezien het een fictie is van Philip K. Dick.

## Tegenontwikkeling
De titel van Abendsens boek De sprinkhaan ligt zwaar is afkomstig uit Prediker 12:5: 'De sprinkhaan sleept zich voort' (versie 2014). De roman van Abendsen gaat ervan uit dat Roosevelt de aanslag overleeft, maar in 1940 aftreedt. Zijn opvolger Rexford Tugwell stalt de Amerikaanse vloot niet in Pearl Harbor en geeft dus een andere draai aan de uitkomst van de oorlog. De Britten kunnen hierdoor de Sovjets assisteren en de Duitsers bij Stalingrad verslaan, waarop Italië de As verraadt en de Britten en Sovjets gezamenlijk Duitsland binnenvallen. Hitler wordt gevangen genomen en berecht. Maar ook dan blijft de wereld in beroering. De Sovjet-Unie komt de oorlog niet te boven en stort ineen. Het Verenigd Koninkrijk onder Winston Churchill ontwikkelt zich als racistische staat en er ontstaat een Koude Oorlog met de zich in liberale richting ontwikkelende VS. Uiteindelijk komt het tot een confrontatie waarbij het British Empire de wereldhegemonie weet te veroveren.

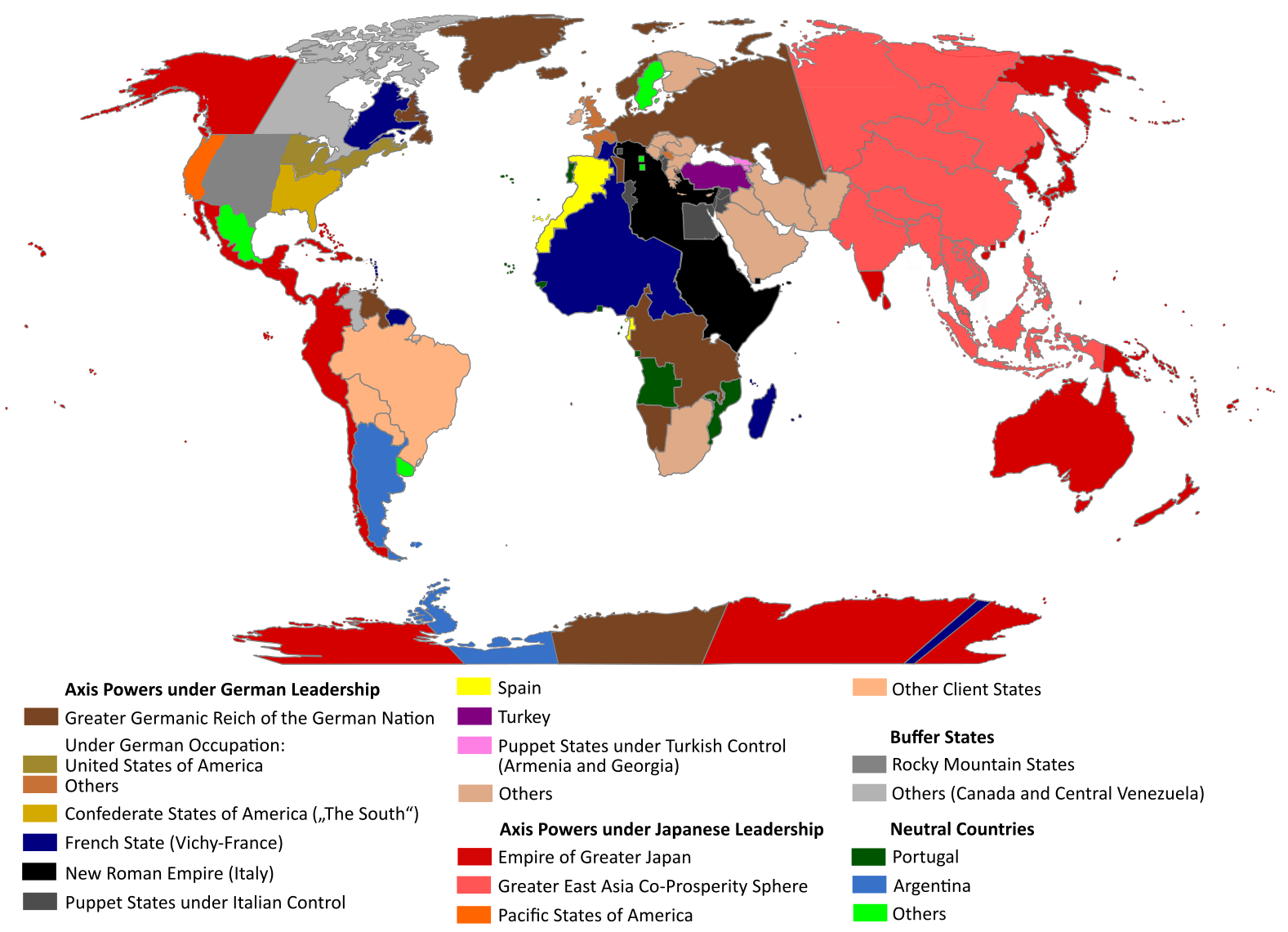
De grootmachten in de wereld volgens de roman

## Verfilming
Het boek werd in 2015 verfilmd door Amazon Studio. De pilot van The Man in the High Castle verscheen in januari 2015 en in november van datzelfde jaar werden nog negen afleveringen uitgebracht. Uiteindelijk zou de serie vier seizoenen gaan tellen.